# Flavoperla biocellata
Flavoperla biocellata is een steenvlieg uit de familie borstelsteenvliegen (Perlidae). De wetenschappelijke naam van de soort is voor het eerst geldig gepubliceerd in 1929 door Chu.